# Fast Fuse
Fast Fuse è un EP dei Kasabian, pubblicato il 1º ottobre 2007.
Contiene le canzoni Fast Fuse e Thick as Thieves, che verranno successivamente incluse nel terzo album in studio della band West Ryder Pauper Lunatic Asylum, pubblicato nel giugno del 2009.
Il brano Fast Fuse è stato incluso nella colonna sonora del videogioco FIFA 09 ed è stato utilizzato nella serie TV per bambini Richard Hammond's Blast Lab e come tema principale del programma Russell Howard's Good News e del pay-per-view della WWE Cyber Sunday 2007.

## Tracce
Testi e musiche di Sergio Pizzorno.
1. Fast Fuse – 4:06
2. Thick as Thieves – 3:07

## Formazione
- Tom Meighan – voce
- Sergio Pizzorno – voce, chitarra, tastiera
- Chris Edwards – basso
- Ian Matthews – batteria, percussioni